# Oșești
Oşeşti é uma comuna romena localizada no distrito de Vaslui, na região de Moldávia. A comuna possui uma área de 50.96 km² e sua população era de 3284 habitantes segundo o censo de 2007.